# Carsina enervis
Carsina enervis là một loài bướm đêm trong họ Noctuidae.